# Jumanji (film)
Jumanji è un film del 1995 diretto da Joe Johnston.
Interpretato da Robin Williams, Bonnie Hunt, Kirsten Dunst e Bradley Pierce. La sceneggiatura è stata tratta dall'omonimo albo illustrato per bambini scritto da Chris Van Allsburg nel 1981. Il film ha avuto lo stesso anno dell'uscita una trasposizione letteraria scritta da George Spelvin.
Il film è stato dedicato al supervisore agli effetti speciali Stephen L. Price (1960-1995), morto prima dell'uscita del film.
Nel 2005 è stato realizzato un sequel spirituale ambientato nello stesso universo, intitolato Zathura - Un'avventura spaziale, basato su un racconto dello stesso Allsburg. Sulla scia del successo del film è stata prodotta una serie televisiva d'animazione, trasmessa tra il 1996 e il 1999, e due sequel intitolati Jumanji - Benvenuti nella giungla (2017) e Jumanji: The Next Level (2019).

## Trama
(Alan Parrish)
New England, 1869. I giovani fratelli Sproul, Caleb e Benjamin, si avventurano nel cuore della notte in un bosco e seppelliscono terrorizzati una misteriosa cassa sotto terra. Quando Benjamin chiede cosa potrebbe accadere a chiunque la ritrovi, Caleb gli risponde: "Che Dio abbia pietà della sua anima!". Una volta seppellita la cassa, i due fuggono via su un carro trainato da cavalli.
Cento anni dopo, nel 1969, il dodicenne Alan Parrish scappa dai bulli del quartiere e si rifugia nella fabbrica di scarpe di suo padre Sam. Qui incontra un suo amico, l'operaio Carl Bentley, che gli mostra un prototipo di scarpa da ginnastica da lui stesso realizzato. Poco dopo però, Alan danneggia accidentalmente un nastro trasportatore con la scarpa. Carl si assume la responsabilità dell'accaduto, venendo licenziato. Dopo esser stato picchiato dai bulli, Alan sente improvvisamente fra gli scavi di un cantiere un rullo di tamburi e ritrova la cassa. Aprendola, scopre un misterioso gioco da tavolo chiamato Jumanji, che porta a casa. Quella sera, Alan litiga con il padre, che vorrebbe mandarlo in collegio. Dopo che i genitori escono per una serata di gala, il ragazzino mostra il gioco alla sua amica Sarah Whittle; le istruzioni sono semplici: bisogna tirare i dadi per muovere le pedine, i numeri doppi tirano ancora e il primo che arriva alla fine vince. Sarah tira involontariamente i dadi e iniziano a manifestarsi delle caratteristiche inquietanti del gioco: le pedine si muovono da sole e a ogni tiro di dadi una scritta compare nella sfera di cristallo al centro del tabellone, facendo scaturire gli orrori delle foreste amazzoniche e africane nella realtà. Alan effettua involontariamente un secondo tiro e il gioco lo risucchia, informandolo che dovrà rimanere nella giungla finché non comparirà un 5 o un 8. Subito, perciò, incita Sarah a tirare i dadi, ma lei fugge inseguita da un branco di pipistrelli africani, generati dal gioco al tiro di lei e apparsi nel camino. Il gioco rimane così in sospeso e Alan resta intrappolato nella giungla.
Ventisei anni dopo, nel 1995, la magnifica villa dei Parrish è ormai in rovina. Un giorno, una signora di nome Nora Shepherd acquista la casa e va a vivere lì con i suoi due nipoti, Peter e Judy, i figli di suo fratello che è morto con la moglie in un incidente d'auto in Canada qualche mese prima. Ben presto, i ragazzi trovano il gioco in soffitta, guidati dal suono dei tamburi. Peter e Judy cominciano così a giocare a Jumanji, scoprendo anch'essi le caratteristiche che avevano spaventato i precedenti giocatori. Dopo aver fatto apparire uno sciame di zanzare giganti e un branco di scimmie, leggono la seconda parte delle istruzioni, apprendendo che tutto quanto uscito dal gioco scomparirà solo se un giocatore raggiungerà il traguardo pronunciando la parola "Jumanji". Contando di finire in fretta il gioco, decidono di proseguire per far svanire gli animali. Avendo fatto due 1 al tiro precedente, Peter ha diritto a un secondo tiro, che ha come risultato 5. Improvvisamente, i due ragazzini vengono attaccati da un leone. Per fortuna il numero 5 libera dal gioco Alan, ormai adulto, che dopo un duello con la bestia, riesce a rinchiuderla in una camera da letto. Alan esce e incontra il suo vecchio amico Carl Bentley, che ora lavora come poliziotto.
Alan, cresciuto e inselvatichito, scopre una città molto diversa da come la ricordava, malandata e in piena crisi dopo il fallimento della fabbrica di suo padre. Insieme a Judy e Peter si reca alla vecchia fabbrica, ormai abbandonata, apprendendo da un barbone che ha chiuso da quando Sam Parrish ha abbandonato l'attività per cercare suo figlio dopo la sua scomparsa, fino alla sua morte, avvenuta nel 1991. Tornati in casa, i tre si accordano sul terminare la partita in modo che le cose tornino alla normalità, Alan non è molto interessato a continuare e dopo essersi dato una ripulita e fatto barba e capelli, vuole rivendicare la casa, ma i ragazzi lo convincono a aiutarli col gioco. I due ragazzini scoprono però di essersi inseriti nella stessa partita che avevano iniziato Alan e Sarah nel 1969. Infatti, per finire la partita, manca la quarta giocatrice: Sarah Whittle, naturalmente. La trovano nella stessa casa dove abitava una volta, dove, vivendo nel completo anonimato, tira avanti facendo la sensitiva con lo pseudonimo di Madame Serena. Dopo molti sforzi, riescono a convincerla a giocare, dopo che Alan si presenta a lei ovviamente terrorizzata dal gioco. Il tiro di Sarah fa comparire degli enormi rampicanti e piante carnivore velenose; il tiro successivo di Alan evoca invece il suo acerrimo nemico, un malvagio e crudele cacciatore di nome Van Pelt. Superate queste difficoltà, Judy tira i dadi, ed ecco apparire una mandria di bestie impazzite. Nel trambusto, un pellicano ruba il gioco ed il gruppo è costretto a inseguirlo fino al fiume fuori città, dove riescono con qualche difficoltà a riprenderselo.
Nel frattempo, gli animali evocati invadono la città causando incidenti e gettando la popolazione nel panico. Carl, imbattutosi nel gruppo, decide di arrestare Alan capendo che è coinvolto nella faccenda. Alan, durante il viaggio verso la centrale, confida a Carl la sua vera identità e questi lo libera. Intanto, per cercare di finire il gioco, Peter prova a barare, ma questo lo punisce facendolo retrocedere con la pedina e facendogli assumere come ulteriore conseguenza delle sembianze scimmiesche. I tre vanno in città, ormai in preda all'anarchia, dove Van Pelt riesce a sottrarre loro il gioco da poter usare come esca per catturare Alan. Inseguendolo in un discount, Sarah e i ragazzi riescono a recuperarlo, mentre l'arrivo tempestivo di Alan e Carl in auto mette temporaneamente fuori gioco il cacciatore. Per maggior sicurezza, Alan ammanetta Carl alla macchina di questo.
I quattro protagonisti così tornano a casa, completamente invasa dai rampicanti, per completare il gioco. Il nuovo tiro di Sarah fa comparire un acquazzone che allaga la casa all'inverosimile e persino un coccodrillo, contro cui il gruppo deve lottare. L'arrivo di Carl e Nora, che aprono la porta venendo investiti dall'ondata che ne fuoriesce, fa svuotare la casa dall'acqua. Il gioco continua in soffitta e ad Alan tocca la maledizione che rende il pavimento come sabbie mobili. Il tempestivo intervento di Judy fa tornare il pavimento alla normalità, incastrando però Alan e Sarah nel pavimento, la donna infatti si riscatta avendolo aiutato stavolta. Il tiro di Peter evoca dei ragni giganti, costringendo i ragazzini a tenerli lontani dagli adulti intrappolati. Nel frattempo però, un fiore dei rampicanti spunta dal pavimento e spara un dardo avvelenato a Judy, che poco dopo si accascia al pavimento e appare in fin di vita. Sarah tira i dadi con la bocca e avviene un potente terremoto che spacca la casa a metà, liberando i due adulti e facendo scappare via i ragni. Alan, caduto nel pian terreno con i dadi in mano, viene raggiunto e sfidato da Van Pelt. Alzando le mani in segno di resa, lascia cadere i dadi che, dopo poco, mostrano il punteggio necessario a farlo vincere: l'uomo, così, riesce a pronunciare l'agognato "Jumanji" prima che Van Pelt gli spari.
Tutto ciò che è stato evocato e distorto dal gioco viene risucchiato in un vortice e contemporaneamente il tempo torna indietro a quando è cominciata la partita: un Alan bambino si ritrova abbracciato a Sarah nel 1969. Subito dopo, Alan si riconcilia con il padre, con il quale poco prima aveva avuto il brutto litigio, ammettendo anche la sua responsabilità per aver danneggiato il nastro trasportatore: in questo modo Carl viene riassunto e Sam decide di non mandare il figlio in collegio. Dopo aver realizzato di avere ricordi di quanto loro accaduto, Alan e Sarah buttano il gioco nel fiume e quest'ultima gli confessa il suo amore per lui e lo bacia.
La vicenda si sposta a 25 anni dopo, alla vigilia di Natale del 1994. La casa dei Parrish è addobbata a festa per la tradizionale cena: Alan e Sarah sono felicemente sposati e stanno per avere un bambino. I genitori di Alan sono ancora vivi e questi ora gestisce con successo l'azienda di famiglia. Tra gli invitati sono presenti anche Nora, Judy, Peter e i loro genitori. Alan e Sarah sono molto emozionati nel rivedere Judy e Peter dopo 25 anni, nonostante questi ultimi chiaramente non li riconoscano, inoltre "salvano" la vita ai genitori dei due fratelli chiedendo in anticipo dei progetti per la fabbrica, in modo che non partano e che non muoiano nell'incidente.
Nella scena finale, due ragazze francofone, mentre passeggiano su una spiaggia, sentono il suono di tamburi provenire dalla scatola di Jumanji, semisepolta nella sabbia.

## Produzione
Il produttore cinematografico Peter Guber decise di invitare a Boston l'autore Chris Van Allsburg per firmare una opzione sul libro Jumanji. Van Allsburg scrisse una delle bozze della sceneggiatura, che definì come "il tentativo di infondere nella storia una qualità di mistero e surrealismo".
La TriStar Pictures accettò di finanziare il film alla condizione che Robin Williams avesse interpretato il ruolo principale. Tuttavia, l'attore rifiutò il primo copione che gli venne dato. Solo dopo che il regista Joe Johnston e gli sceneggiatori Jonathan Hensleigh, Greg Taylor e Jim Strain rimisero mano alla storia, Williams decise di accettare.
La prima scelta tuttavia inizialmente era Tom Hanks, che preferì girare Apollo 13. Lo stesso fece Bruce Willis, impegnato in Die Hard - Duri a morire. Altri attori considerati furono Dan Aykroyd, Michael Keaton, Chevy Chase, Sean Penn, Kevin Costner, Richard Dreyfuss, Michael Douglas, Rupert Everett, Harrison Ford, Sean Connery, Bill Paxton, Bryan Cranston, Arnold Schwarzenegger e Alec Baldwin. Johnston nutriva alcune riserve sulla scelta di Williams a causa delle sue doti di improvvisazione sul set, temendo che l'attore non avrebbe aderito alla sceneggiatura. Williams comunque capì che si trattava di "una storia strettamente strutturata" e filmò le scene attenendosi al copione, spesso ripetendo scene duplicate in cui gli veniva permesso di improvvisare con Bonnie Hunt.
Prima della Hunt, la parte di Sarah venne proposta a Jodie Foster, Demi Moore, Madonna, Michelle Pfeiffer e Kirstie Alley. 
Per il ruolo di Judy, fece un provino anche un'allora sconosciuta Scarlett Johansson.
Le riprese si svolsero in varie località del New England, principalmente a Keene, che venne utilizzata per la città fittizia di Brantford nel New Hampshire, e North Berwick, dove si trova il complesso adibito per la fabbrica di scarpe Parrish. Ulteriori riprese si svolsero a Vancouver, in Canada, dove venne realizzato un mockup della casa dei Parrish.
Gli effetti speciali furono realizzati combinando tecniche tradizionali, come pupazzi e animatronica, con per l'epoca innovativi effetti speciali digitali curati dalla Industrial Light & Magic. Per il film furono programmati appositamente due software: uno chiamato iSculpt, che permise agli illustratori di creare espressioni facciali realistiche sugli animali generati al computer, e un altro che per la prima volta permise di adottare realisticamente peli digitali sui corpi di leoni e scimmie. L'attore Bradley Pierce (Peter) venne sottoposto giornalmente a tre ore e mezza di trucco prostetico per un periodo di due mesi e mezzo per le scene in cui si trasformava in scimmia.
Chris Van Allsburg affermò di apprezzare il lavoro svolto, nonostante le modifiche rispetto al libro, dichiarando che "il film è fedele nel riprodurre il caos che deriva dall'avere un animale della giungla in casa".

## Distribuzione

### Data di uscita
Il film è stato proiettato nelle sale statunitensi il 15 dicembre 1995, mentre in quelle italiane il 23 febbraio 1996.

### Edizioni home video
Il film è stato distribuito in VHS il 14 maggio 1996 negli Stati Uniti e in DVD il 25 gennaio 2000. La prima edizione Blu-ray Disc, rimasterizzata in alta risoluzione, è stata pubblicata il 28 giugno 2011. Una nuova edizione in Blu-ray 4K, con contenuti speciali inediti, è stata invece lanciata il 5 dicembre 2017 in occasione dell'uscita nelle sale di Jumanji - Benvenuti nella giungla.

## Accoglienza

### Incassi
Comprese le successive riedizioni, il film ha incassato 100499940 $ in Nord America e 162322000 $ nel resto del mondo, per un totale di 262821940 $. 
 Fu il decimo maggior incasso del 1995.

### Critica
Il film ha ricevuto critiche miste. Sul sito Rotten Tomatoes registra un indice di gradimento del 51% basato su 47 recensioni professionali, con un punteggio medio di 6/10. Su Metacritic detiene invece un punteggio di 39 su 100, basato sul parere di 18 critici.
Alessandra Levantesi de La Stampa lo ha definito "un film effervescente, fatto per deliziare i piccini; ma anche per piacere a quelli grandi".

## Riconoscimenti
- 1996 - Saturn Award
  - Miglior attrice non protagonista a Bonnie Hunt
  - Migliori effetti speciali a Stan Parks
  - Candidatura come Miglior film fantasy
  - Candidatura come Miglior regia a Joe Johnston
  - Candidatura come Miglior attore protagonista a Robin Williams
  - Candidatura come Miglior attrice emergente a Kirsten Dunst
  - Candidatura come Miglior attore emergente a Bradley Pierce
- 1996 - Kids' Choice Award
  - Candidatura come Miglior attore protagonista a Robin Williams
- 1996 - Young Artist Awards
  - Miglior film d'azione/di avventura per la famiglia
  - Candidatura come Miglior attrice giovane a Kirsten Dunst
- 1995 - Awards Circuit Community Awards
  - Candidatura come Migliori effetti visivi
- 1996 - Cinema Audio Society
  - Candidatura come Miglior sonoro a Randy Thom, Gary Summers, Shawn Murphy e Rob Young
- 1997 - Huabiao Film Awards
  - Miglior film straniero

## Sequel
Nel 2005 è stato realizzato un sequel spirituale intitolato Zathura - Un'avventura spaziale, basato su un racconto dello stesso Allsburg. Pur non avendo legami con Jumanji, i due film sono ambientati nello stesso universo e condividono tematiche simili.
Nell'agosto 2015 la Sony Pictures ha annunciato l'uscita di un sequel del film, Jumanji - Benvenuti nella giungla. Lo studio ha ingaggiato lo scrittore Scott Rosenberg per riscrivere la sceneggiatura. Il film doveva uscire nelle sale statunitensi il giorno di Natale 2016. Il 24 gennaio 2016 il film viene ufficialmente posticipato al 22 dicembre 2017. Nel 2019 viene annunciato un nuovo film, Jumanji: The Next Level.